# Morningrise
Morningrise (рус. Утренний восход) — второй студийный альбом шведской прогрессивной метал-группы Opeth, выпущенный 24 июня 1996 года лейблами Candlelight Records в Европе и Century Black в США. Morningrise последний альбом группы, в создании которого участвовали Андерс Нордин и Йохан ДеФарфалла, а также последняя совместная работа группы с продюсером Даном Сванё.
Morningrise демонстрирует фирменный стиль Opeth, исследуя динамику сочетания блэк- и дэт-метал-вокала и гитарных партий с более лёгкими прогрессивными и акустическими элементами.

## Предыстория и запись
После гастролей Opeth вернулись домой, чтобы почаще репетировать, и снова забронировали студию Unisound для записи альбома.
Morningrise записывался с марта по апрель 1996 года в студии Unisound в Финспонге. Они остановились в доме семьи подруги Питера Линдгрена. Opeth снова спродюсировали и свели альбом вместе с Даном Сванё, аналогично тому, как записывался предыдущий альбом, Orchid. Сванё также выступил продюсером альбома. Это был последний альбом, над которым Сванё работал с группой. Также это был последний альбом, записанный с Йоханом ДеФарфаллой и Андерсом Нордином.
Поскольку выпуск первого альбома был отложен, они уже написали большую часть Morningrise, когда вышел альбом Orchid. Хотя некоторые части записанного материала датируются 1991 годом, Микаэль Окерфельдт сказал, что «материал, который мы писали, казался действительно свежим и новеньким».
По словам Окерфельдта, запись Morningrise была «довольно скучной» из-за «бесконечных партий ударных, кликов и тому подобного дерьма». Бо́льшую часть времени группа проводила в студии, куря. Во время перерыва Окерфельдт и Нордин написали дуэт гитары и фортепиано, который должен был стать инструментальным треком альбома, но у них не было достаточно времени, чтобы закончить его.
Morningrise включает в себя самую длинную песню Opeth из когда-либо записанных — «Black Rose Immortal», продолжительностью 20 минут и 15 секунд, и является единственным альбомом группы, где каждая песня превышает 10-минутную отметку.

## Музыкальный стиль
Наряду с Orchid, Morningrise демонстрирует звучание, на которое повлияли прогрессивный рок, фолк, блэк- и дэт-метал, но с более чистым вокалом, чем на предыдущем альбоме. Несмотря на пение, Мурат Батмаз из журнала Sea of Tranquility сказал, что песня «Black Rose Immortal» «заканчивается одним из самых яростных и продолжительных криков Окерфельдт в его карьере, с которым может сравниться только его выступление на альбоме Edge of Sanity Crimson», и что Opeth создали «мрачную атмосферу на этом альбоме, которая просто уникальна». Альбом имеет «мрачное меланхоличное» звучание, и включает в себя акустический и джазовый стили. Однако, по словам Уильяма Йорка из AllMusic, «Morningrise — это, пожалуй, их наименее тяжёлый альбом с точки зрения метала».
Микаэль Окерфельдт заявил, что после успеха этого альбома он устал от его стиля и количества групп-«подражателей», использующих контрапунктические мелодии, найденные в этом альбоме и его предшественнике. Он также говорит, что считает некоторые фрагменты Morningrise «невыносимыми для прослушивания» и был вынужден соответствующим образом изменить звучание Opeth для My Arms, Your Hearse.

## Лирическое содержание

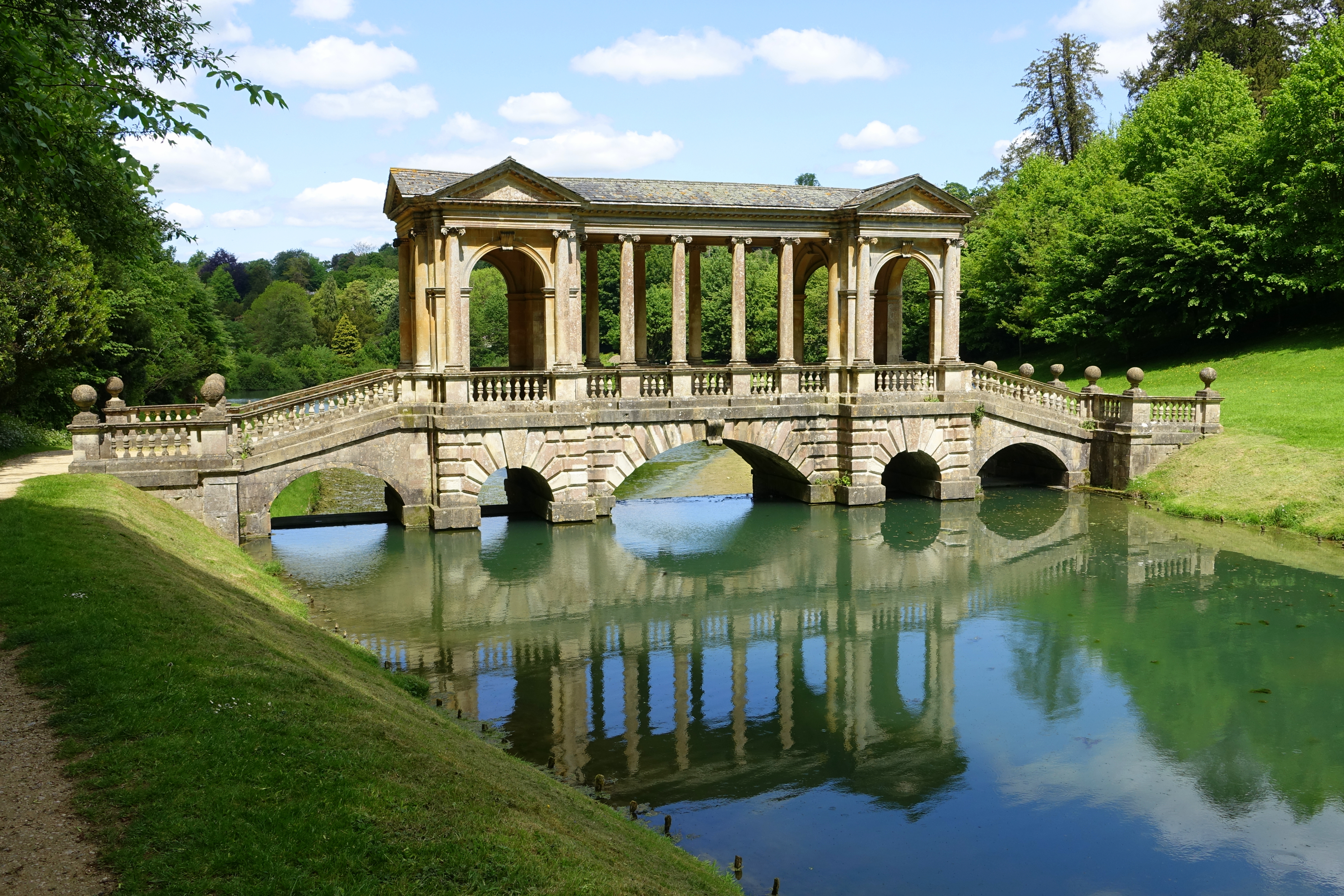
Палладианский мост, Приор-парк — Бат, Англия.

В текстовом плане песня «The Night and the Silent Water» посвящена дедушке вокалиста/гитариста Микаэля Окерфельдта, который умер незадолго до записи альбома. «To Bide You Farewell», заключительная песня альбома, в то время отличалась более лёгким звучанием и включала только чистый вокал. На этом альбоме также представлена самая длинная песня Opeth — «Black Rose Immortal», которая длится более 20 минут. Бонус-трек переиздания «Eternal Soul Torture» представляет собой демо-версию, записанную в 1992 году, и включает в себя некоторые фрагменты, которые были повторно использованы в студийном треке «Advent», а также «In Mist She Was Standing» с предыдущего альбома Orchid.

## Художественное оформление
Окерфельдт сказал, что глава Candlelight отправился в отпуск в Бат, Англия и «он действительно прошёл по мосту или что-то в этом роде». Позже он отправил Окерфельдту открытку с цветной версией того же изображения, что и на обложке. На картинке изображён палладианский мост, расположенный в Приор-парке. Первое издание было выпущено без логотипа «Opeth» на обложке.

## Выпуск и переиздание
Morningrise был выпущен 24 июня 1996 года в Европе лейблом Candlelight Records на CD и на кассете лейблом Mystic Production. В том же году он был выпущен в Японии лейблом Avalon/Marquee. Альбом был выпущен 24 июня 1997 года в Соединённых Штатах лейблом Century Black.
Альбом был переиздан в 2000 году на CD лейблом Candlelight Records и на LP лейблом Displeased Records. Тираж пластинки был ограничен 1000 экземплярами. Это переиздание содержит бонус-трек «Eternal Soul Torture». Специальное издание было выпущено компанией Candlelight в 2003 году. Ещё одно переиздание альбома Morningrise было выпущено в 2008 году британским лейблом Back on Black.

### История выпуска
| Регион         | Год  | Лейбл             | Формат          | Каталог      |
| -------------- | ---- | ----------------- | --------------- | ------------ |
| Великобритания | 1996 | Candlelight       | CD              | Candle015CD  |
| Польша         | 1996 | Mystic Production | Компакт-кассета | 034          |
| Япония         | 1996 | Avalon/Marquee    | CD              | MICY-1022    |
| США            | 1997 | Century Black     | CD              | 7849-2       |
| Великобритания | 2000 | Candlelight       | CD              | Candle054CD  |
| Нидерланды     | 2000 | Displeased        | Двойной LP      | D-00082      |
| Великобритания | 2003 | Candlelight       | CD              | CANDLE054TIN |
| Великобритания | 2008 | Back on Black     | LP              | BOBV098LP    |

## Отзывы критиков
| Оценки критиков     | Оценки критиков |
| Источник            | Оценка          |
| ------------------- | --------------- |
| AllMusic            | [ 7 ]           |
| Chronicles of Chaos | 8/10            |
| Metal Crypt         | [ 15 ]          |
| Metal Library       | [ 16 ]          |
| Metal Utopia        | 7/10            |
| Sea of Tranquility  | [ 8 ]           |
| Tartarean Desire    | 9/10            |

Альбом был хорошо принят критиками. Винсент Элдефорс из Tartarean Desire заявил: «С тех самых пор, как я впервые услышал свою первую песню Opeth „To Bide You Farewell“… они были одной из моих любимых групп». «Дан Сванё помог записать это эпическое произведение», — сказал Джон Чедси из Satan Stole My Teddybear в своей рецензии, а также отметил, что «в целом песни хорошо перетекают из одной части в другую, хотя отдельные песни не сразу заметны. Две „гитары-близнецы“ хорошо сочетаются друг с другом, создавая великолепные мелодии и часто создавая очень изысканное акустическое настроение. На мой взгляд, сложно сочинять на гитаре сложные песни, которые полностью захватывают слушателя, но Opeth удаётся удержать ваше внимание». Мурат Батмаз из Sea of Tranquility написал, что «мелодии, как на этой песне — „Advent“, так и на всём альбоме, бессмертны». Он также написал следующее: «Хотя мне больше нравится их нынешний состав, я не верю, что Morningrise был бы таким потрясающим без Йохана ДеФарфаллы и Андерса Нордина, которые добавили бы свои штрихи. Они оба используют тонкие джазовые гармонии в своей игре, обогащая психоделические пассажи на альбоме». Он также был впечатлён гитарными риффами, сказав, что «Это почти шокирует, сколько божественных риффов Opeth используют в своих песнях. Они буквально используют десятки меняющихся риффов и несравнимых мелодий в одном треке, с которыми другие группы, скорее всего, могли бы записать два полноценных альбома», — и заявили, что песня «Black Rose Immortal» является «magnum opus».
Уильям Йорк из AllMusic написал, «представленные здесь треки лучше всего можно охарактеризовать как миниатюрные аудиофильмы». Кристиан Реннер из Metal Crypt оценил альбом как «в целом ещё один превосходный альбом, достойный чрезвычайно высокой оценки, и то, что для большинства групп стало бы шедевром, оказалось просто ещё одним замечательным альбомом от гения, которым является группа Opeth». Джим Рэгги из Lamentations of the Flame Princess сказал, что «это по-прежнему самый совершенный альбом из когда-либо записанных». Он также заявил: «более личный характер текстов песен Morningrise — это ещё одна вещь, которая делает их гораздо более увлекательными для прослушивания, чем последующие истории. Невероятно, как всё изменилось после выхода этого альбома. Состав, стиль, тексты песен… Opeth никогда не выпускали менее отличных альбомов. Но они выпустили только один идеальный альбом». Дрю Шинзел, редактор журнала Chronicles of Chaos, сказал, что песни «мелодичны и хорошо сыграны, с отличным вокалом и редкими гитарными соло». Однако он также прокомментировал это как «Возможно, я просто не в ладах со своим внутренним акустическим детищем, но акустических разделов слишком много, и они быстро устаревают».

## Список композиций
Все тексты написаны Микаэлем Окерфельдтом (за исключением отмеченных), вся музыка написана Микаэлем Окерфельдтом и Петером Линдгреном.
| №                   | Название                         | Длительность |
| ------------------- | -------------------------------- | ------------ |
| 1.                  | «Advent»                         | 13:44        |
| 2.                  | «The Night and the Silent Water» | 10:59        |
| 3.                  | «Nectar»                         | 10:09        |
| 4.                  | «Black Rose Immortal»            | 20:14        |
| 5.                  | «To Bid You Farewell»            | 10:54        |
| Общая длительность: | Общая длительность:              | 66:06        |

| №                   | Название                      | Текст песни         | Длительность |
| ------------------- | ----------------------------- | ------------------- | ------------ |
| 6.                  | «Eternal Soul Torture» (демо) | Дэвид Исберг        | 8:35         |
| Общая длительность: | Общая длительность:           | Общая длительность: | 74:55        |

## Участники записи[20]
| Opeth - Микаэль Окерфельдт — вокал, гитары - Петер Линдгрен — гитары - Йохан ДеФарфалла — бас-гитара - Андерс Нордин — ударные, перкуссия Приглашённые музыканты - Стефан Гутеклинт — бас-гитара на «Eternal Soul Torture» | Производственный персонал - Дан Сванё — звукорежиссёр, сведение - Питер ин де Бету — мастеринг - Туйя Линдстрём — художественное оформление - Леннарт Кальтеа — фотограф - Том Мартинсен — вёрстка - Тимо Кетола — логотип |